# Luke Jensen
 Luke Jensen  (Grayling, Michigan, 18 juni 1966) is een voormalig professionele tennisser uit de Verenigde Staten. Hij ging naar de Universiteit van Zuid-Californië in 1986-1987 en verdiende "All-American honors" in beide jaren (dubbele in 1987). Hij legde een 106-57-record vast in zeven en een half seizoenen als hoofdcoach van vrouwentennis aan de Universiteit van Syracuse waar hij in januari 2014 naar terugkeerde om professionele kansen na te streven.

## Tenniscarrière
Jensen ging naar de middelbare school van East Grand, waar het kampioenschap voor enkelspel van de staat Michigan won in 1983, waarna hij ook afstudeerde in 1985.

### Junioren
Als een junior, bereikte Jensen nr. 1 op de wereldranking voor zowel enkelspel als dubbelspel in 1984.

### Pro-tour
Jensen kreeg de bijnaam van "Dual Hand Lake", omdat hij een ambidextrische speler was die in elk hand met een snelheid van 210 km/u kon slaan. Hij doet nu tennisanalyses op het veld voor ESPN. Hij reist de wereld ook rond als instructeur, gemotiveerde spreker en ambassadeur voor het spel.
Zijn beste prestatie op de wereldranking was nr. 6 bij dubbelspel in november 1993. In dat jaar won hij de titel voor dubbelspel voor mannen op Roland Garros toen hij samen met zijn jongere broer Murphy Jensen speelde. Zijn beste prestatie voor enkelspel was nr. 168 in juli 1988.

## Finales in carrière

### Dubbelspel (10 titels)
| Legende                     |
| Grand Slam (1)              |
| Tennis Masters Cup (0)      |
| ATP Masters Series (1)      |
| ATP Championship Series (1) |
| ATP Tour (7)                |

| Titels door ondergrond |
| Hard (5)               |
| Gravel (4)             |
| Gras (1)               |
| Tapijt (0)             |

| Nr. | Datum            | Kampioenschap    | Ondergrond | Partner         | Tegenstanders                      | Score         |
| --- | ---------------- | ---------------- | ---------- | --------------- | ---------------------------------- | ------------- |
| 1.  | 1 februari 1988  | Guarujá          | Hard       | Ricardo Acuña   | Javier Frana Diego Pérez           | 6–1, 6–4      |
| 2.  | 20 november 1989 | Johannesburg     | Hard (i)   | Richey Reneberg | Kelly Jones Joey Rive              | 6–0, 6–4      |
| 3.  | 8 april 1991     | Orlando          | Hard       | Scott Melville  | Nicolás Pereira Pete Sampras       | 6–7, 7–6, 6–3 |
| 4.  | 29 april 1991    | Monte Carlo      | Gravel     | Laurie Warder   | Paul Haarhuis Mark Koevermans      | 5–7, 7–6, 6–4 |
| 5.  | 27 mei 1991      | Bologna          | Gravel     | Laurie Warder   | Luiz Mattar Jaime Oncins           | 6–4, 7–6      |
| 6.  | 25 mei 1992      | Bologna          | Gravel     | Laurie Warder   | Javier Frana Javier Sánchez        | 6–2, 6–3      |
| 7.  | 7 juni 1993      | Roland Garros    | Gravel     | Murphy Jensen   | Marc-Kevin Goellner David Prinosil | 6–4, 6–7, 6–4 |
| 8.  | 26 juni 1995     | Nottingham       | Gras       | Murphy Jensen   | Patrick Galbraith Danie Visser     | 6–3, 5–7, 6–4 |
| 9.  | 26 augustus 1996 | Long Island      | Hard       | Murphy Jensen   | Hendrik Dreekmann Alexander Volkov | 6–3, 7–6      |
| 10. | 21 juli 1997     | Washington, D.C. | Hard       | Murphy Jensen   | Neville Godwin Fernon Wibier       | 6–4, 6–4      |

### Verliezend Finalist (14)
| Nr. | Datum             | Kampioenschap  | Ondergrond | Partner        | Opponents                       | Score         |
| --- | ----------------- | -------------- | ---------- | -------------- | ------------------------------- | ------------- |
| 1.  | 20 mei 1991       | Rome           | Gravel     | Laurie Warder  | Omar Camporese Goran Ivanišević | 2–6, 3–6      |
| 2.  | 7 oktober 1991    | Sydney Indoor  | Hard (i)   | Laurie Warder  | Jim Grabb Richey Reneberg       | 4–6, 4–6      |
| 3.  | 6 april 1992      | Estoril        | Gravel     | Laurie Warder  | Hendrik Jan Davids Libor Pimek  | 6–3, 3–6, 5–7 |
| 4.  | 18 januari 1993   | Sydney Outdoor | Hard       | Murphy Jensen  | Sandon Stolle Jason Stoltenberg | 3–6, 4–6      |
| 5.  | 1 maart 1993      | Scottsdale     | Hard       | Sandon Stolle  | Mark Keil Dave Randall          | 5–7, 4–6      |
| 6.  | 8 maart 1993      | Indian Wells   | Hard       | Scott Melville | Guy Forget Henri Leconte        | 4–6, 5–7      |
| 7.  | 3 mei 1993        | Madrid         | Gravel     | Scott Melville | Tomás Carbonell Carlos Costa    | 6–7, 2–6      |
| 8.  | 24 mei 1993       | Bologna        | Gravel     | Murphy Jensen  | Danie Visser Laurie Warder      | 6–4, 4–6, 4–6 |
| 9.  | 18 oktober 1993   | Tokyo Indoor   | Tapijt     | Murphy Jensen  | Grant Connell Patrick Galbraith | 3–6, 4–6      |
| 10. | 28 februari 1994  | Mexico City    | Gravel     | Murphy Jensen  | Francisco Montana Bryan Shelton | 3–6, 4–6      |
| 11. | 19 september 1994 | Bogotá         | Gravel     | Murphy Jensen  | Mark Knowles Daniel Nestor      | 4–6, 6–7      |
| 12. | 24 april 1995     | Nice           | Gravel     | David Wheaton  | Cyril Suk Daniel Vacek          | 6–3, 6–7, 6–7 |
| 13. | 12 mei 1997       | Coral Springs  | Gravel     | Murphy Jensen  | Dave Randall Greg Van Emburgh   | 7–6, 2–6, 6–7 |
| 14. | 26 mei 1997       | St. Poelten    | Gravel     | Murphy Jensen  | Kelly Jones Scott Melville      | 2–6, 6–7      |